# 25029 Ludwighesse
25029 Ludwighesse este un asteroid din centura principală de asteroizi.

## Descriere
25029 Ludwighesse este un asteroid din centura principală de asteroizi. A fost descoperit pe 26 august 1998 la Prescott (Arizona) de Paul G. Comba. Asteroidul prezintă o orbită caracterizată de o semiaxă mare de 2,77 ua, o excentricitate de 0,05 și o înclinație de 4,1° în raport cu ecliptica.